# Adesmia trifoliata
Adesmia trifoliata är en ärtväxtart som beskrevs av Rodolfo Amando Philippi. Adesmia trifoliata ingår i släktet Adesmia och familjen ärtväxter. Inga underarter finns listade i Catalogue of Life.